# Doctor Strange (2016)

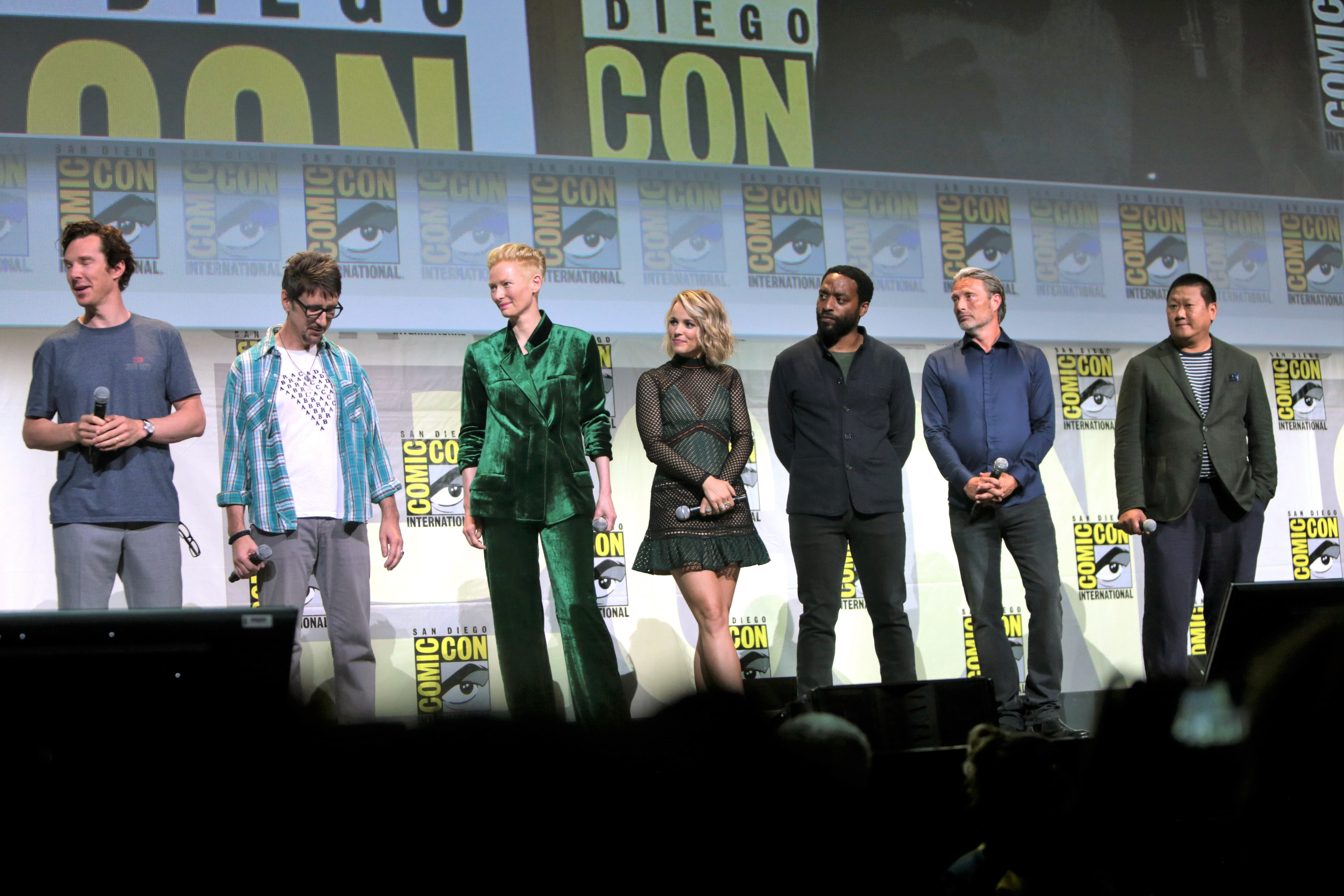
Besetzung

Doctor Strange ist ein US-amerikanischer Superheldenfilm, der im Marvel Cinematic Universe angesiedelt ist. Protagonist ist die titelgebende Figur Dr. Stephen Strange, gespielt von Benedict Cumberbatch, die auf der gleichnamigen Figur der Marvel Comics basiert. Scott Derrickson übernahm die Regie.
Der Film feierte am 20. Oktober 2016 seine Premiere. Der Kinostart fand in Österreich am 26. Oktober 2016 und in Deutschland und der Deutschschweiz am 27. Oktober 2016 statt. Die Produktion ist nach Dr. Strange (1978) die zweite filmische Umsetzung der Comic-Vorlage als Realfilm.

## Handlung
Im Kamar-Taj, einer geheimen Enklave und Lehrstätte für Magier in Nepal, ermorden der abtrünnige Kaecilius und dessen Jünger den Wächter der Bibliothek und entwenden verschiedene Seiten aus einem verbotenen Buch. Die oberste Meisterin und ehemalige Lehrerin von Kaecilius, die Älteste, versucht die Diebe aufzuhalten, doch diese flüchten sich durch ein Dimensionsportal nach London und können ihr von dort entkommen.
Stephen Strange, ein anerkannter, aber arroganter Neurochirurg, erleidet bei einem Autounfall schwere Verletzungen am Nervengewebe seiner Hände, sodass er seine Karriere nicht mehr weiter fortführen kann. Auf der verzweifelten Suche nach einem Heilmittel erfährt er schließlich von einem Patienten namens Jonathan Pangborn, der nach einer Querschnittlähmung auf wundersame Weise wieder geheilt wurde. Strange sucht Pangborn auf, und dieser erzählt ihm von einem ominösen Meister an einem Ort namens Kamar-Taj, der ihn lehrte, durch die Kraft seines Geistes wieder laufen zu lernen.
Begierig auf eine Genesung begibt Strange sich nach Kathmandu und wird dort von Mordo, einem weiteren Magier, zur Ältesten gebracht. Die Älteste eröffnet dem zunächst skeptischen Strange die wahre Natur ihres Ordens, indem sie seinen Verstand auf eine Reise durch das Gewebe der Realität schleudert, und erklärt ihm, dass Pangborn einer ihrer ehemaligen Schüler ist, der Kamar-Taj verließ, nachdem ihm die Zauberkunst half, seine Lähmung zu überwinden. Zuerst wird Strange von der Ältesten abgewiesen, da sie seine eventuelle Korruption durch seine Selbstsucht fürchtet, doch Mordo kann sie davon überzeugen, dass ihr Orden sein angeborenes magisches Talent bald sehr gut gebrauchen kann.
Durch Hartnäckigkeit und Fleiß entwickelt sich Strange im Laufe der Zeit zu einem begabten Anwender der magischen Künste; doch sein erwachter Wissensdurst treibt ihn schließlich dazu, sich ein mystisches Amulett – das Auge des Agamotto – umzuhängen, das Buch von Cagliostro (die Lehre von der Zeit) zu öffnen und die dort beschriebenen Rituale auszuprobieren. Mordo und Wong, der neue Hüter der Bibliothek, können gerade noch verhindern, dass sein unüberlegtes Handeln zu einer Verdrehung der Naturgesetze und damit zu katastrophalen Konsequenzen führt. Durch sie erfährt Strange, dass der Orden die Aufgabe hat, die Welt vor der Invasion von Mächten aus dunklen, bösen Dimensionen zu schützen; der Schutz der Erde wird von drei Tempeln in London, Hongkong und New York übernommen, über die die Zauberer wachen sollen und mit denen Kamar-Taj als eine Art Nabe über Dimensionstüren in Verbindung steht. Eine jener finsteren Dimensionen, in der die Zeit keine Bedeutung hat, wird von der Entität Dormammu beherrscht, und die Seiten, die von Kaecilius gestohlen wurden, enthalten ein Ritual, mit dessen Hilfe eine Öffnung zwischen der Erde und Dormammus Heimat geschaffen werden kann.
Kaum dass Strange von diesen Dingen erfährt, wird der Londoner Tempel von Kaecilius angegriffen und zerstört. Die Druckwelle der dabei erfolgenden Explosion schleudert Strange durch eine der Dimensionstüren in den New Yorker Tempel, der von den Abtrünnigen als Nächstes angegriffen wird. Mithilfe seiner Kräfte, mit denen er noch nicht ganz umzugehen versteht, und einem magischen Artefakt aus dem Tempel – dem Schwebeumhang – erwehrt Strange sich Kaecilius'. Dabei erfährt er, dass es Kaecilius’ Ziel ist, eine Welt ohne Zeit zu erschaffen, in der alle unsterblich sein werden, und dass auch die Älteste von den verbotenen Zaubern Gebrauch macht, um sich durch die Macht aus Dormammus Dimension vor dem Sterben zu bewahren. Von Kaecilius’ Schülern lebensgefährlich verwundet, vertraut Strange sich seiner Arbeitskollegin und ehemaligen Angebeteten, Christine Palmer, an, die ihn operiert, bevor er wieder zum Tempel zurückkehrt, wo Mordo und die Älteste zu ihm stoßen. Dort konfrontiert Strange die Oberste Magierin mit seinen neuerlangten Informationen, doch dann startet Kaecilius einen neuen Angriff. Die Älteste wird tödlich verwundet, doch als Strange versucht, sie in seiner Astralform vom Sterben abzuhalten, erklärt sie ihm, dass er selbst die Regeln brechen muss, um ein Eindringen Dormammus auf die Erde zu verhindern und damit für ein größeres Ziel als für seine eigenen Interessen zu kämpfen, bevor sie von ihrem Leben loslässt.
Strange und Mordo begeben sich nach Hongkong, dem nächsten Ziel der Abtrünnigen. Doch der Tempel wurde von Kaecilius bereits zerstört, und die dunkle Dimension Dormammus beginnt auf die Erde überzugreifen. Strange nutzt das Auge von Agamotto und die verbotenen Zauber, um die Zeit zurückzudrehen, doch Kaecilius kann den Prozess kurz vor der Vollendung zum Anhalten bringen. Strange reist daraufhin in die dunkle Dimension und fängt sich und Dormammu in einer Zeitschleife ein, bis Dormammu sich geschlagen gibt und zusammen mit Kaecilius und dem Rest seiner Schüler wieder von der Erde abzieht. Desillusioniert von den Taten Stranges und der Ältesten sagt Mordo sich von der Gemeinschaft der Zauberer los. Strange indessen nimmt bereitwillig den Titel des obersten mystischen Wächters der Erde auf seine Schultern und legt das Auge von Agamotto, einen Infinity-Stein, zurück an seinen rechtmäßigen Platz in der Bibliothek. Dann bezieht er den New Yorker Tempel – das Sanctum Sanctorum – in der Bleecker Street 177a.
In einer Mid-Credit-Szene wird Strange von Thor um Hilfe auf der Suche nach seinem verschollenen Vater Odin gebeten. In einer Post-Credit-Szene besucht Mordo Pangborn, und mit der Überzeugung, dass zu viele Zauberer eine Gefahr für die Sicherheit der Welt darstellen, entzieht er diesem seine Zauberkräfte.

## Hintergrund

### Gescheiterte Vorprojekte
Bereits vor der Verwirklichung des Films Doctor Strange gab es zahlreiche Versuche, die gleichnamige Comicreihe zu verfilmen. So war beispielsweise 1986 ein Film über die Figur in Planung, dessen Regie Bob Gale hätte führen sollen. Der Film wurde jedoch nie verwirklicht. Im Jahr 1989 schrieb Stan Lee gemeinsam mit Alex Cox ein Drehbuch zu Doctor Strange. Der Film sollte durch Regency Enterprises verliehen werden, die jedoch ab 1991 mit Warner Bros. zusammenarbeiteten. Da Warner Bros. mit Marvel im Streit war, wurde die Verfilmung nicht verwirklicht. 1992 ging Marvel eine Kooperation mit Savoy Pictures ein, woraufhin ein Film über Doctor Strange entstehen sollte, bei dem Wes Craven Regie führen und David S. Goyer das Drehbuch verfassen sollte. Im April 1997 gingen die Filmrechte jedoch an Columbia Pictures, die Jeff Welch ein neues Drehbuch verfassen ließen, das jedoch ebenfalls nicht verfilmt wurde, bis Columbia Pictures die Filmrechte im April 2000 verfielen.
Im Juni 2001 gingen die Filmrechte an Dimension Films, jedoch gingen diese im August 2001 von Dimensions auf Miramax über. Eine Umsetzung blieb jedoch, wie ein erneuter Versuch von Marvel Studios selbst, die im März 2003 die Erscheinung eines Doctor-Strange-Films für 2005 planten, erneut aus. Auch Paramount Pictures, die im April 2005 die Filmrechte erwarben, verfilmten Doctor Strange letztlich nicht.

### Vorproduktion

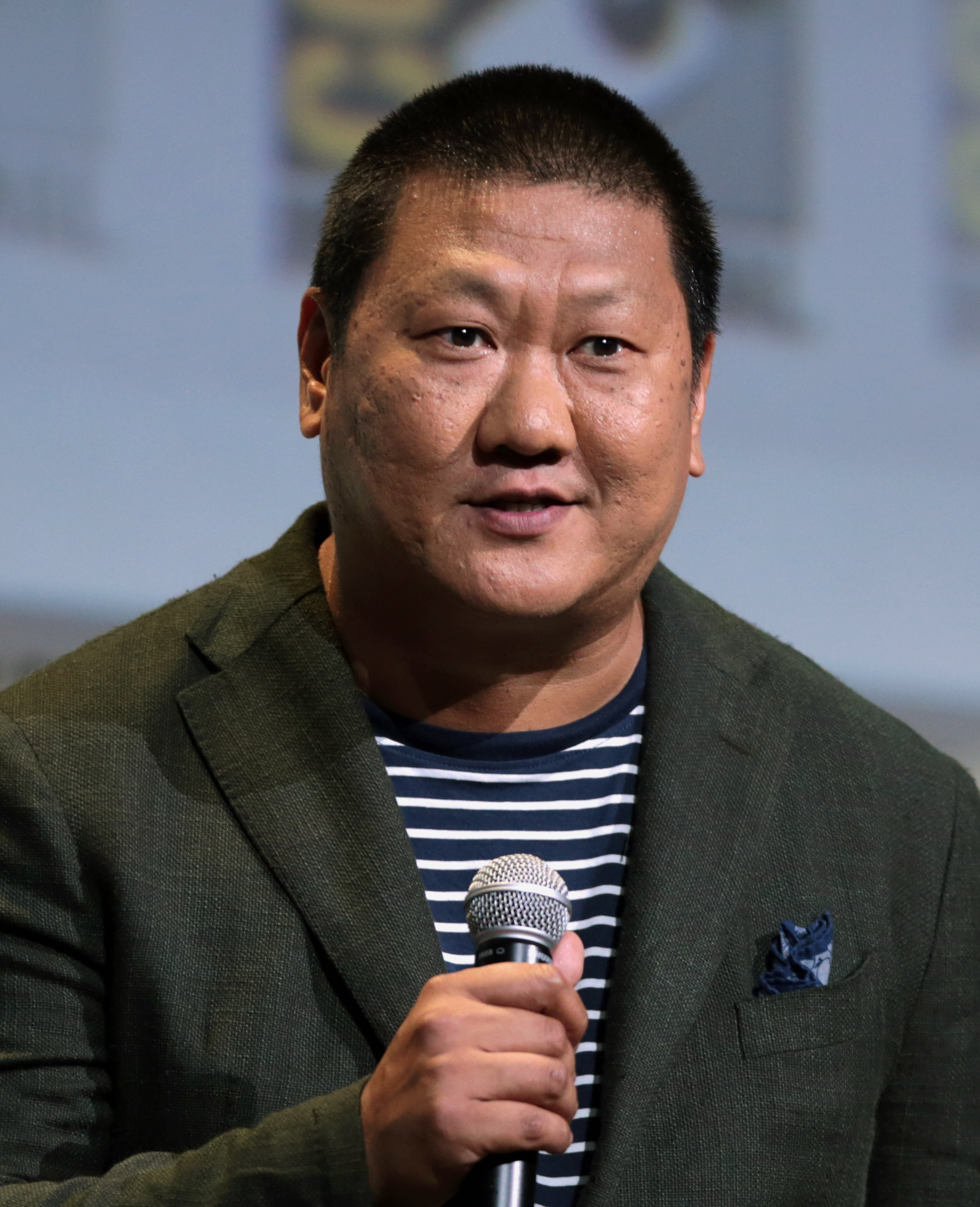
Benedict Wong spielt im Film Wong, den Bibliothekar im Kamar-Taj

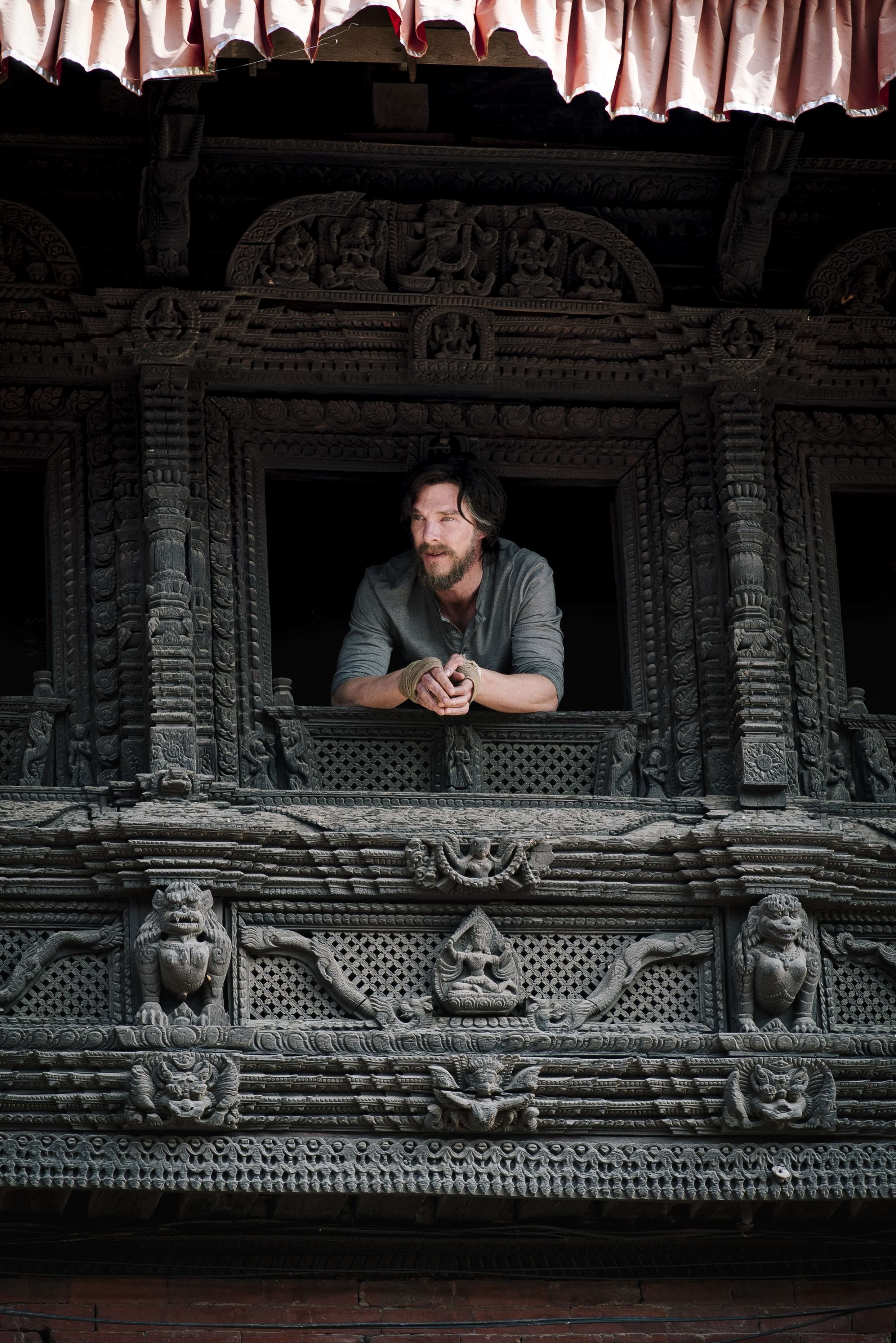
Benedict Cumberbatch während der Dreharbeiten in Kathmandu

Im März 2009 beauftragte das Unternehmen Marvel Autoren, Drehbücher über Figuren des eigenen Verlags zu schreiben, die bis dahin weniger bekannt waren, um diesen zu Bekanntheit zu verhelfen. Dabei sollte auch ein Drehbuch zu Doctor Strange entstehen. Im Januar 2013 bestätigte Kevin Feige, Präsident von Marvel Studios, dass Doctor Strange in der sogenannten „Phase Drei“ des Marvel Cinematic Universe vorkommen werde. Als potenzielle Regisseure waren im März 2014 neben dem letztendlichen Regisseur Scott Derrickson auch Mark Andrews sowie Jonathan Levine im Gespräch. Die Entscheidung zu Gunsten von Derrickson fiel im Juni 2014.
Für das Drehbuch wurden bereits im Jahr 2010 Thomas Dean Donnelly und Joshua Oppenheimer beauftragt, ein Skript zu verfassen. Im Juni 2014 gab es Verhandlungen mit Jon Spaihts, der das Drehbuch überarbeiten sollte, nachdem bereits im Februar 2014 Jonathan Aibel und Glenn Berger dafür im Gespräch waren. Spaiths sollte letztendlich ein neues Drehbuch schreiben. Im Dezember 2015 ließ C. Robert Cargill verlauten, dass auch er am inzwischen fertigen Drehbuch mitschrieb. Für die Kamera wurde Ben Davis als Verantwortlicher bestätigt, der bereits zuvor für die Filme Guardians of the Galaxy und Avengers: Age of Ultron im Marvel Cinematic Universe für diese Aufgabe zuständig war.
Neben Benedict Cumberbatch waren ursprünglich auch Tom Hardy und auch Jared Leto im Gespräch. Später waren darüber hinaus auch Ethan Hawke, Oscar Isaac, Ewan McGregor, Matthew McConaughey, Jake Gyllenhaal, Colin Farrell und Keanu Reeves potenzielle Kandidaten, Doctor Strange zu verkörpern. Schließlich kam es zu Verhandlungen mit Cumberbatch für die Rolle und im Dezember 2014 gab Marvel bekannt, dass Cumberbatch die Titelrolle in Doctor Strange verkörpern werde. Ferner wurde später bekannt, dass Chiwetel Ejiofor im Film mitspielen wird. Letztendlich wurde bekannt, dass er den Schurken Baron Mordo verkörpern wird. Im Mai 2015 war Tilda Swinton im Gespräch, in die Rolle der Ältesten, die in den Comics eine männliche Figur und der ehemalige Mentor von Dr. Stephen Strange ist, zu schlüpfen. Swinton bestätigte im Juli desselben Jahres, dass sie die Älteste verkörpern werde. Im Januar 2016 wurde ferner die Rolle des Bibliothekar Wong mit Benedict Wong besetzt.

### Dreharbeiten
Unter dem Arbeitstitel Checkmate begannen die Dreharbeiten zu Doctor Strange am 4. November 2015 in Nepal. Dabei wurde in und um Kathmandu gefilmt. Es dienten unter anderem die Tempelstätten Swayambhunath und Pashupatinath als Kulisse. In Kathmandu selbst wurde in Tamel sowie an der New Road gefilmt. Ferner diente in Nepal die Patan Durbar Square in Lalitpur als Filmkulisse. Im selben Monat wurden auch Szenen in Hell’s Kitchen in New York City aufgenommen. Am 11. November 2015 zog das Filmteam weiter in das Vereinigte Königreich, wo in den Longcross Studios bis einschließlich März 2016 die Arbeiten fortgeführt wurden. Zusätzliches Filmmaterial wurde in Pinewood-Shepperton sowie in den Shepperton Studios in Großbritannien sowie erneut in New York City gedreht. Während im Vereinigten Königreich gedreht wurde, wurde auch am Exeter College in Oxford im Januar 2016 gefilmt. Im folgenden Monat wurde zudem in London gedreht. Letztendlich wurden die Dreharbeiten im April 2016 im Flatiron District in New York City fortgeführt, wo sie auch beendet wurden. Thor: Tag der Entscheidung-Regisseur Taika Waititi kam währenddessen ans Set und filmte den Dialog zwischen Thor und Stephen im New Yorker Tempel, den er auch selber schrieb. Dieser Dialog, der vor den Dreharbeiten zu Thor: Tag der Entscheidung gefilmt wurde, ist letztendlich als Mid-Credit-Szene in Doctor Strange und etwas abgeändert auch in Thor: Tag der Entscheidung zu sehen. Der Cameo-Auftritt von Stan Lee war eine von drei Szenen, die Guardians-of-the Galaxy-Regisseur James Gunn abseits der Dreharbeiten von Doctor Strange für zukünftige Marvel-Filme gefilmt hat.

## Synchronisation
Die deutsche Synchronisation fertigte die Film- und Fernseh-Synchron GmbH in Berlin an. Sie entstand nach einem Dialogbuch von Klaus Bickert und unter der Dialogregie von Björn Schalla und Robin Kahnmeyer. Benedict Cumberbatch, Mads Mikkelsen und Rachel McAdams erhielten mit Sascha Rotermund, Matthias Klie und Ranja Bonalana ihre Stammsprecher.
| Rolle                | Darsteller                                       | Synchronsprecher  |
| -------------------- | ------------------------------------------------ | ----------------- |
| Dr. Stephen Strange  | Benedict Cumberbatch                             | Sascha Rotermund  |
| Dormammu             | Benedict Cumberbatch (Facial Capture & Stimme) 1 | Sascha Rotermund  |
| Dormammu             | unbekannt (Stimme) 1                             | Sascha Rotermund  |
| Die Älteste          | Tilda Swinton                                    | Traudel Haas      |
| Meister Mordo        | Chiwetel Ejiofor                                 | Torben Liebrecht  |
| Kaecilius            | Mads Mikkelsen                                   | Matthias Klie     |
| Dr. Christine Palmer | Rachel McAdams                                   | Ranja Bonalana    |
| Wong                 | Benedict Wong                                    | Achim Buch        |
| Dr. Nicodemus West   | Michael Stuhlbarg                                | Axel Malzacher    |
| Jonathan Pangborn    | Benjamin Bratt                                   | Erik Schäffler    |
| Buspassagier         | Stan Lee                                         | Peter Groeger     |
| Thor Odinson         | Chris Hemsworth                                  | Tommy Morgenstern |

## Marketing und Veröffentlichung
Am 12. April 2016 wurde ein erster Trailer veröffentlicht.
Im Sommer 2016 wurde der zweiteilige Comicband Marvel’s Doctor Strange Prelude veröffentlicht. Der erste Band erzählt die Vorgeschichte von Wong, der zweite Band die Vorgeschichte von The Ancient One.
Der Kinostart von Doctor Strange war ursprünglich für den 8. Juli 2016 angesetzt, wurde jedoch verschoben. Der Film feierte am 20. Oktober 2016 in Los Angeles seine Premiere. In Deutschland und in der Deutschschweiz erschien der Film am 27. Oktober 2016, einen Tag nach dem Kinostart in Österreich. In den Vereinigten Staaten ist Doctor Strange seit dem 4. November 2016 zu sehen. In China gehört der Film zu einer der 34 ausländischen Produktionen, die dort im Jahr 2016 gemäß einer Quote gezeigt werden dürfen.

## Rezeption

### Altersfreigabe
In den USA wurde Doctor Strange von der MPAA
wegen einzelner Gewaltszenen und beängstigender Bilder mit PG-13 eingestuft. In Deutschland, wo der Film FSK 12 ist, heißt es in der Freigabebegründung: „Der Film ist mit typischen Elementen von Superhelden-Filmen erzählt und präsentiert in hohem Tempo zahlreiche Spannungs- und Actionszenen. Gewalt wird nie allzu drastisch ins Bild gesetzt. Ab 12-Jährige sind in der Lage, diese Aspekte in das jederzeit als fiktional und überzeichnet erkennbare Genre-Setting einzuordnen und zu verarbeiten.“

### Kritiken
Der Film konnte bislang 89 Prozent der bei Rotten Tomatoes ausgewerteten Kritiken überzeugen.
Nach einer Pressevorführung am 19. Oktober 2016 erachteten Kritiker insbesondere die Besetzung, die Filmmusik und die visuell eindrucksvollen Actionsequenzen als erwähnenswert.
Chris Nashawaty von Entertainment Weekly sagt, Doctor Strange sei spannend wie eine Reihe anderer Marvel-Filme, was ihn aber einzigartig mache, sei seine berauschende Machart, an die sich die meisten Marvel-Filme bislang nicht herangewagt hätten.

### Einspielergebnis
Nach seinem Kinostart erreichte der Film in einer Reihe von Ländern Platz 1 der Kinocharts, darunter in China, Russland, Frankreich und Australien. Die weltweiten Einnahmen des Films liegen bei 677,7 Millionen US-Dollar, wodurch sich der Film auf Platz 11 der erfolgreichsten Filme des Jahres 2016 und auf Platz 123 der weltweit erfolgreichsten Filme aller Zeiten befindet (Stand Juli 2019). In Deutschland verzeichnete der Film in den ersten vier Tagen 397.819 Besucher und konnte 1.461.058 Besucher in die Kinos locken.

### Auszeichnungen
Der Film erhielt eine große Zahl von Nominierungen und Auszeichnungen, darunter eine Nominierung im Rahmen der Excellence in Production Design Awards 2017 und eine Nominierung im Rahmen der Costume Designers Guild Awards 2017 für Alexandra Byrne. Die folgende Auflistung enthält eine Auswahl der bekanntesten Preisverleihungen.
Annie Awards 2016
- Auszeichnung in der Kategorie Animated Effects in a Live Action Production[71]

British Academy Film Awards 2017
- Nominierung für das Beste Szenenbild (John Bush und Charles Wood)
- Nominierung für das Beste Make-up und die Besten Frisuren (Jeremy Woodhead)
- Nominierung für die Besten visuellen Effekte (Richard Bluff, Stéphane Ceretti, Paul Corbould und Jonathan Fawkner)[72]

Critics’ Choice Movie Awards 2016 (Dezember)
- Nominierung als Bester Actionfilm
- Nominierung für die Besten visuellen Effekte
- Nominierung als Bester Darsteller in einem Actionfilm (Benedict Cumberbatch)
- Nominierung als Beste Darstellerin in einem Actionfilm (Tilda Swinton)
- Nominierung als Bester Sci-Fi/Horror-Film[73]

Hollywood Film Awards 2016
- Auszeichnung mit dem Hollywood Visual Effects Award (Stephane Ceretti und Richard Bluff)[74][75]

Hollywood Music In Media Awards 2016
- Nominierung in der Kategorie Beste Filmmusik – Sci-Fi/Fantasy Film (Michael Giacchino)[76]

Oscarverleihung 2017
- Nominierung in der Kategorie Beste visuelle Effekte (Richard Bluff, Stéphane Ceretti, Paul Corbould und Jonathan Fawkner)

Satellite Awards 2016
- Nominierung in der Kategorie Beste Visuelle Effekte
- Nominierung für das Beste Kostümdesign (Alexandra Byrne)[77]

Screen Actors Guild Awards 2017
- Nominierung als Bestes Stuntensemble in einem Film[78]

Teen Choice Awards 2017
- Nominierung in der Kategorie Choice Fantasy Movie
- Nominierung in der Kategorie Choice Fantasy Movie Actor (Benedict Cumberbatch)
- Nominierung in der Kategorie Choice Fantasy Movie Actress (Rachel McAdams)[79]

## Fortsetzung
Im Dezember 2018 wurde bekannt, dass an einer Fortsetzung zu Doctor Strange gearbeitet wird. Sam Raimi übernimmt die Regie, während Benedict Cumberbatch wieder als Hauptdarsteller mit an Bord ist. Ende 2020 ging der Film in Produktion und wurde am 6. Mai 2022 unter dem Originaltitel Doctor Strange in the Multiverse of Madness veröffentlicht.